# محمود عبادیان
محمود عبادیان (۱ فروردین ۱۳۰۷ در ارومیه ۱۲ فروردین ۱۳۹۲ در تهران) استاد بازنشستهٔ گروه فلسفه دانشگاه علامه طباطبایی، عضو هیئت علمی دانشگاه مفید قم و عضو گروه فلسفهٔ فرهنگستان هنر ایران بود. او دورهٔ دکترای «تاریخ فلسفهٔ عمومی» را در دانشگاه چارلز پراگ (۱۹۶۱) و دکترای «فلسفهٔ کلاسیک آلمان» را در دانشگاه هامبورگ (۱۹۷۸) گذراند. دکتر محمود عبادیان ازجمله چهره‌های دانشگاهی ای بود که سابقهٔ مبارزاتی هم داشت. وی بیش از ۳۰ عنوان کتاب فلسفی و ادبی را ترجمه یا تألیف کرده‌است.

## زندگی
پدرش جزو کارگران نساجی در شرق ایران در خراسان بود و در سال‌های ۱۹۱۷ و ۱۹۱۸ جزو فعالان کارگری در حوزهٔ پارچه‌بافی و نساجی به‌شمار می‌رفت و در کنفرانس ملل شرق برای آزادی شرق که آن موقع لنین تشکیل داد، به شوروی دعوت شده‌بود. پدرش باوجود اینکه فردی دینی و مذهبی بود، افتخار می‌کرد که لنین در این کنفرانس دستی به پشت او زده و گفته‌است که «ممدوف خوش آمدی.» (نام پدرش محمد بود و روس‌ها هم یک اُف به اسم‌ها اضافه می‌کنند). پدرش بعد از این اتفاق چند سالی در شوروی ماند تا اینکه در شوروی از سوی حکومت برای برگزاری امور دینی محدودیت‌هایی ایجاد شد و خانوادهٔ آن‌ها به ایران بازگشت. درواقع، خانوادهٔ وی متولد بخارا بودند اما شناسنامهٔ مشهد داشتند.
در این زمان، پدرش او را به یک مرکز شبانه‌روزی در خارج از مشهد برای تحصیل فرستاد و او دو سال در شبانه‌روزی زندگی و تحصیل کرد و نخستین آشنایی اش با الفبا در این شبانه‌روزی اتفاق افتاد.
او، در گفتگویی با روزنامهٔ اعتماد، دربارهٔ زندگی‌اش سخن گفته‌است. عبادیان، بجز دو سالی که در این شبانه‌روزی بود، هیچ تحصیل متوسطه یا ابتدایی منظمی نداشت. در سال ۱۳۱۷ زمانی که ۱۰ساله بود، پدرش نتوانست در مشهد کاری پیدا کند؛ به همین خاطر، خانودهٔ آنان به تهران آمدند. برای تأمین درآمد، روزها در بازار کفاشان و در یک مغازهٔ ابزار جوراب‌بافی کار می‌کرد و شب‌ها به اکابر می‌رفت.
عبادیان، در «تکنیکال اسکول»، خواندن زبان انگلیسی را آموخت و همچنین سیکل اول و دومش را در آنجا گرفت. پس از آن به آبادان رفت و در شرکت نفت کار می‌کرد و تا سال ۱۳۳۳ در آبادان بود، پس از کودتای ۲۸ مرداد به زندان افتاد و بر اثر شکنجه‌های زندان، سر و چشمش دچار خون‌ریزی و مهره‌های ۳ و ۴ ستون فقراتش دچار آسیب جدی شد؛ به همین دلیل نمی‌توانستند او را آنجا نگه دارند و به قید کفیل آزادش کردند. پس از آزادی، نمی‌توانست در شرکت کار کند؛ سرش گیج می‌رفت و چند بار از روی دوچرخه پرت شد. پس از مدتی، از ایران خارج شد و به چک رفت. به‌دلیل نبودن درجهٔ لیسانس، امکان تحصیل در رشتهٔ فوق‌لیسانس برای او مهیا شد. در آنجا، به‌دلیل اینکه ضعف قوای جسمانی داشت و چشم راستش هم متلاشی شده‌بود، به او پیشنهاد دادند به‌جای رشته‌های فنی، سراغ رشته‌های علوم انسانی برود و او هم پذیرفت. در آنجا به‌سرعت شروع به آموزش زبان چکی کرد. زبان چکی از زمرهٔ زبان‌های سخت و جزو خانوادهٔ زبان‌های اسلاو است. پیش از ورود به چک، عمدهٔ مطالعات او بر ادبیات فارسی و تاریخ ایران و اسلام از روی منابع فارسی بود و آثار مارکس را مطالعه می‌کرد.
دکتر محمود عبادیان در پراگ با پروفسور یان ریپکا، استاد شرق‌شناس و نویسندهٔ تاریخ ادبیات ایران، آشنا شد. ایشان از وی خواست تا در ترجمهٔ رباعیات خیام به زبان آلمانی به او کمک کند و رباعیات را برای او توضیح بدهد.
او در چک ابتدا یک دوره فوق‌لیسانس شش‌ساله را گذراند. در آن زمان معمول بود که فرد باید برای دکتری چند سالی دورهٔ عملی می‌گذراند تا بتواند رشتهٔ خودش را انتخاب کند، اما به وی گفتند چون در دورهٔ فوق‌لیسانس نشان داده‌ای که دانشجوی خوبی هستی، به تو این امکان را می‌دهیم که یک سال در کتابخانهٔ دولتی پراگ کار کنی و بعدازآن برای دکتری بیایی. او در سال‌های ۶۳–۱۹۶۲ کارمند کتابخانهٔ دولتی پراگ بود و با سیستم کتابداری آشنا شد؛ بعد از آن وارد دورهٔ دکتری شد که تا سال ۱۹۶۶ طول کشید. در این مقطع وی رشته فلسفه عمومی را انتخاب کرد. مکتب پراگ در آن زمان خیلی معروف بود و او هم به سوی این مکتب کشیده شد فلسفه‌ای که او می‌خواند همان تاریخ فلسفه عمومی با تأکید بر روی فلسفه معاصر و فلسفه کلاسیک آلمان بود. در آن زمان در چک زبان‌شناسان فوق‌العاده‌ای وجود داشتند و او با تأکید بر ایدئالیسم آلمانی به بحث‌های زیبایی‌شناسی و زبانشناسی نیز گرایش خاص داشت.
او شاگرد مستقیم جورج لوکاچ نبود اما دربارهٔ زیبایی‌شناسی لوکاچ رساله نوشت. خودش در اینباره گفته‌است که زمانی که به آلمان رفت، لوکاچ به مجارستان رفته‌بود. عبادیان، از سال ۶۸ تا ۷۸ میلادی در آلمان بود، و این سال‌هایی بود که لوکاچ گه‌گاه به آلمان می‌رفت و سخنرانی‌هایی در هامبورگ یا هایدلبرگ ایراد می‌کرد، اما لوکاچ از سال ۶۵ میلادی از آلمان به مجارستان رفته‌بود. عبادیان، برای گرفتن دکتری فلسفه، به آلمان رفت. او پنج ـ شش سال در پراگ، آثار هگل را مطالعه کرده‌بود و در آلمان نیز به‌شکل تخصصی فلسفهٔ هگل را دنبال کرد. او، هنگامی که در پراگ بود، آلمانی، چک، روسی، و انگلیسی می‌دانست و دراصل برای رساله‌اش دربارهٔ زیباشناسی لوکاچ با راینز ورنر، که از نوکانتی‌های آلمان و استاد راهنمایش بود، کار می‌کرد. به‌دلیل اینکه به‌نظر خودش تمایلات هگلی نداشت، پایان‌نامه‌اش را با یک استاد یونانی گرفت و ورنر هم اندکی ازاین‌بابت دلخور شد. فلسفهٔ نوکانتی در آن زمان در هامبورگ قوی بود. آنان از هگل زیاد خوششان نمی‌آمد؛ به‌ویژه اینکه یک خارجی بیاید و هگل بخواند، و او هم در چک هگل خوانده‌بود.
دکتر عبادیان در سال ۱۹۶۶ در چک فارغ‌التحصیل شد. در همین سال‌ها دانشجویان چینی به مناسبت انقلاب فرهنگی وی را به این کشور دعوت کردند و او به چین رفت و به عنوان دانشجویان جهان سومی با آن‌ها همکاری می‌کرد و آثار مائو را از مجله‌های چینی می‌گرفت. در حرکت‌های دانشجویی ۱۹۶۸ نیز در فرانسه حضور داشت.
او همچنین با یک دختر اهل چک ازدواج کرد که در دهه ۹۰ از دنیا رفت و فرزند پسری در خارج از کشور دارد.
دکتر محمود عبادیان علاقه‌ای خاص به متون کهن و زبان و ادبیات فارسی داشت. پس از بازگشت به ایران و در دوران تدریس در دانشکده ادبیات علامه طباطبایی تصمیم گرفت از دیدگاه زیباشناسی روی این آثار کار کند. ابتدا رساله‌ای دربارهٔ حافظ نوشت با عنوان «آنچه خوبان همه دارند» و پس از آن نیز دربارهٔ تکوین غزل و نقش سعدی و نیز سنت و نوآوری فردوسی در حماسه‌سرایی کتاب‌هایی منتشر کرد. ادبیات معاصر فارسی هم از زمینه‌هایی بود که صاحب‌نظرانه و به‌طور پیگیر، آثار و مباحث آن را مطالعه و طرح می‌کرد. وی تمایل داشت این پژوهش‌ها را به‌شکل خمسه‌ای در کنار رساله‌هایی دربارهٔ خیام و مولوی جمع‌آوری کند، ولی در دو دههٔ پایانیِ عمرش بیشتر بر فلسفه متمرکز شد. به بیان دیگر، وی از سال ۶۳ تا ۶۹ میلادی، ادبیات درس می‌داد و در سال ۷۰، با کمک دکتر اصغر دادبه و دکتر کاشانی و استادی دیگر، گروه فلسفهٔ دانشگاه علامه طباطبایی را تشکیل دادند و پس از آن، عمده فعالیتش بر تدریس فلسفهٔ غرب و ترجمهٔ آثار مهمی دراین‌زمینه می‌گذشت. وی دوره‌ای نیز برای تدریس فلسفه به دانشگاه مفید قم می‌رفت.
دانشجویان وی در دانشکدهٔ زبان و ادبیات فارسی دانشگاه علامه طباطبایی، به‌ویژه در سال‌های پایانیِ دههٔ شصت، امروزه از پژوهشگران و استادان این رشته هستند و نقش دکتر عبادیان در شکل‌دهی به نگرش نقّادانهٔ ادبی و دیدگاه‌های زیبایی‌شناسانه و جامعه‌شناسانه در آثار آنان انکارنشدنی است.
علاوه بر این‌ها، ازآنجاکه در دانشگاه هامبورگ اوستایی خوانده‌بود و با سایر زبان‌های باستانی آشنایی داشت، چندی نیز به دانشجویان زبان‌های باستانی تدریس می‌کرد. وی دراین‌زمینه می‌گفت:
"ما باید سه رشته را در مقطع دکتری در هامبورگ دنبال می‌کردیم که شامل دو رشتهٔ اصلی و یک رشتهٔ فرعی می‌شد. من زبان‌های باستانی و فلسفه را به‌عنوان رشته‌های اصلی انتخاب کردم و با استادی به نام اِمِریک، که استاد زبان‌های هندواروپایی است، اوستا کار می‌کردم. در دانشگاه، من فارسی باستان، پهلوی و اوستایی را درس می‌دادم و سعی می‌کردم به دانشجویان بگویم آن‌ها را حرف‌نویسی کنند. به دانشجویان می‌گفتم الآن از هر اروپایی‌ای که بپرسید، می‌داند اوستایی چه زبانی است و می‌تواند یک توضیح دقیق بدهد، درحالی‌که ما [ایرانیان] خیلی کم می‌دانیم. اما دانشجویان ایرانی رشتهٔ زبان‌های باستانی خیلی کم زیر بار می‌رفتند و من هم بعد از مدتی خسته شدم و این کار را رها کردم."
او همچنین به تئاتر، سینما، موسیقی، و هنرهای دیگر نیز علاقه داشت و از دیدگاه زیبایی‌شناسی و فلسفهٔ هنر، نگرشی خاص به این مباحث داشت.
در نیم‌سال قبل از مرگش، از منزل مسکونی خود در مجموعه ساختمان‌هایی که در ولنجک و از طرف دانشگاه علامه طباطبایی برای استادان دانشگاه در سال‌های میانیِ دههٔ هفتاد ساخته شده‌بود، به‌دلیل بیماری، به منطقه‌ای در نارمک، نزد یکی از اقوام نزدیک خود رفت. قرار بود جمعی از شاگردانش برای او مجلس نکوداشتی برقرار کنند که خود با آن مخالفت کرد. او ساعت پنج صبح ۱۲ فروردین ۱۳۹۲، به‌علت کهولت سن، در منزلش درگذشت.